# Palaquium maliliense
Palaquium maliliense är en tvåhjärtbladig växtart som beskrevs av Pieter van Royen. Palaquium maliliense ingår i släktet Palaquium och familjen Sapotaceae.
Artens utbredningsområde är Sulawesi. Inga underarter finns listade i Catalogue of Life.